# Scleria secans
Scleria secans là loài thực vật có hoa trong họ Cói. Loài này được (L.) Urb. miêu tả khoa học đầu tiên năm 1900.